# Alexei Starobinski
Alexei Alexandrowitsch Starobinski (em russo:  Алексей Александрович Старобинский; Moscou, 19 de abril de 1948 - 21 de dezembro de 2023) foi um astrofísico e cosmólogo russo.